# Сілвіу Брукан
Сілвіу Брукан (рум. Silviu Brucan; 18 січня 1916, Бухарест — 14 вересня 2006, Бухарест) — румунський дипломат. Постійний представник Румунії при Організації Об'єднаних Націй (1959—1962)..

## Життєпис
Народився 18 січня 1916 року в Бухаресті. З 1944 року обіймав посаду головного редактора Communist Daily Scanteia. У 1955 році він був призначений послом Румунії у США, а з 1959 по 1962 рік він був Постійний представник Румунії при Організації Об'єднаних Націй. Пізніше він обіймав посаду глави громадських радіо і телестанцій Румунії та написав промови для комуністичного лідера Георге Георгіу-Дежа. З приходом до влади Чаушеску в 1965 році пан Брукан пішов у відставку. Згодом він став одним із небагатьох відвертих опонентів Ніколае Чаушеску, що призвело до його домашнього арешту в 1987 році та переслідувань з боку таємної поліції. На початку 1989 року пан Брукан був одним із шести дисидентів, які підписали лист із критикою Чаушеску. Пізніше того ж року Чаушеску було повалено в результаті кривавого повстання, яке очолював Фронт національного порятунку, а пан Брукан був одним із лідерів угруповання. Ніколае Чаушеску стратили 25 грудня 1989 року.
Після 1989 року він став одним із провідних аналітиків Румунії і донедавна вів телешоу «Пророцтва про минуле». Він також неформально консультував колишнього президента Йона Ілієску. Пан Брукан відверто висловлювався про таємну поліцію в той час, коли багато інших боялися говорити відкрито, навіть після смерті Чаушеску. У 1998 році пан Брукан сказав, що багато колишніх офіцерів і інформаторів займали ключові посади в ЗМІ, парламенті та уряді, і їхній вплив не припиниться, доки країна не виключить колишніх співробітників Securitate з посади.